# RaMell Ross
RaMell Ross é um produtor cinematográfico e cineasta americano. Como reconhecimento, foi nomeado ao Óscar 2019 na categoria de Melhor Documentário em Longa-metragem por Hale County This Morning, This Evening (2018).